# Глория (Баия)
Вижте пояснителната страница за други значения на Глория.
Глория (на португалски: Glória) е град и община в Източна Бразилия, щат Баия, мезорегион Вали Сао-Франсискано да Баия, микрорегион Пауло Афонсо. Според Бразилския институт по география и статистика през 2010 г. общината има 15 073 жители.